# Artur Lekbello (1966)
Artur Tushe Lekbello (Tirana, 23 febbraio 1966) è un allenatore di calcio ed ex calciatore albanese, di ruolo centrocampista.

## Carriera

### Nazionale
Ha collezionato 30 presenze con la nazionale albanese.

## Statistiche

### Presenze e reti nei club
Statistiche aggiornate al 25 maggio 2005.
| Stagione              | Squadra               | Campionato            | Campionato | Campionato | Coppe nazionali | Coppe nazionali | Coppe nazionali | Coppe continentali | Coppe continentali | Coppe continentali | Altre coppe | Altre coppe | Altre coppe | Totale | Totale |
| Stagione              | Squadra               | Comp                  | Pres       | Reti       | Comp            | Pres            | Reti            | Comp               | Pres               | Reti               | Comp        | Pres        | Reti        | Pres   | Reti   |
| --------------------- | --------------------- | --------------------- | ---------- | ---------- | --------------- | --------------- | --------------- | ------------------ | ------------------ | ------------------ | ----------- | ----------- | ----------- | ------ | ------ |
| 1987-1988             | Tirana                | KP                    | 35         | 2          | CA              | 0               | 0               | -                  | -                  | -                  | -           | -           | -           | 35     | 2      |
| 1990-1991             | Tirana                | KP                    | 29         | 0          | CA              | 0               | 0               | -                  | -                  | -                  | -           | -           | -           | 29     | 0      |
| Totale Tirana         | Totale Tirana         | Totale Tirana         | 64         | 2          |                 | 0               | 0               |                    | -                  | -                  |             | -           | -           | 64     | 2      |
| 1991-1992             | Arīs Salonicco        | AE                    | 21         | 1          | CG              | 0               | 0               | -                  | -                  | -                  | -           | -           | -           | 21     | 1      |
| 1992-1993             | Arīs Salonicco        | AE                    | 32         | 0          | CG              | 0               | 0               | -                  | -                  | -                  | -           | -           | -           | 32     | 0      |
| 1993-1994             | Arīs Salonicco        | AE                    | 27         | 0          | CG              | 0               | 0               | -                  | -                  | -                  | -           | -           | -           | 27     | 0      |
| 1994-1995             | Arīs Salonicco        | AE                    | 24         | 1          | CG              | 0               | 0               | CU                 | 4                  | 0                  | -           | -           | -           | 28     | 1      |
| 1995-1996             | Arīs Salonicco        | AE                    | 31         | 1          | CG              | 0               | 0               | -                  | -                  | -                  | -           | -           | -           | 31     | 1      |
| 1996-1997             | Arīs Salonicco        | AE                    | 21         | 0          | CG              | 1               | 0               | -                  | -                  | -                  | -           | -           | -           | 22     | 0      |
| 1997-1998             | Arīs Salonicco        | BE                    | 0          | 0          | CG              | 0               | 0               | -                  | -                  | -                  | -           | -           | -           | 0      | 0      |
| Totale Arīs Salonicco | Totale Arīs Salonicco | Totale Arīs Salonicco | 156        | 3          |                 | 1               | 0               |                    | 4                  | 0                  |             | -           | -           | 161    | 3      |
| 1998-1999             | Asteras Ampelokipon   | GE                    | 0          | 0          | CG              | 0               | 0               | -                  | -                  | -                  | -           | -           | -           | 0      | 0      |
| Totale carriera       | Totale carriera       | Totale carriera       | 220        | 5          |                 | 1               | 0               |                    | 4                  | 0                  |             | -           | -           | 225    | 5      |

### Cronologia presenze e reti in Nazionale
| Cronologia completa delle presenze e delle reti in nazionale ― Albania | Cronologia completa delle presenze e delle reti in nazionale ― Albania | Cronologia completa delle presenze e delle reti in nazionale ― Albania | Cronologia completa delle presenze e delle reti in nazionale ― Albania | Cronologia completa delle presenze e delle reti in nazionale ― Albania | Cronologia completa delle presenze e delle reti in nazionale ― Albania | Cronologia completa delle presenze e delle reti in nazionale ― Albania | Cronologia completa delle presenze e delle reti in nazionale ― Albania |
| Data                                                                   | Città                                                                  | In casa                                                                | Risultato                                                              | Ospiti                                                                 | Competizione                                                           | Reti                                                                   | Note                                                                   |
| ---------------------------------------------------------------------- | ---------------------------------------------------------------------- | ---------------------------------------------------------------------- | ---------------------------------------------------------------------- | ---------------------------------------------------------------------- | ---------------------------------------------------------------------- | ---------------------------------------------------------------------- | ---------------------------------------------------------------------- |
| 28-10-1987                                                             | Valona                                                                 | Albania                                                                | 0 – 1                                                                  | Romania                                                                | Qual. Euro 1988                                                        | -                                                                      |                                                                        |
| 18-11-1987                                                             | Siviglia                                                               | Spagna                                                                 | 5 – 0                                                                  | Albania                                                                | Qual. Euro 1988                                                        | -                                                                      | 56’ 82’                                                                |
| 20-9-1988                                                              | Costanza                                                               | Romania                                                                | 3 – 0                                                                  | Albania                                                                | Amichevole                                                             | -                                                                      |                                                                        |
| 19-10-1988                                                             | Chorzów                                                                | Polonia                                                                | 1 – 0                                                                  | Albania                                                                | Amichevole                                                             | -                                                                      |                                                                        |
| 5-11-1988                                                              | Tirana                                                                 | Albania                                                                | 1 – 2                                                                  | Svezia                                                                 | Qual. Mondiali 1990                                                    | -                                                                      |                                                                        |
| 18-1-1989                                                              | Tirana                                                                 | Albania                                                                | 1 – 1                                                                  | Grecia                                                                 | Amichevole                                                             | -                                                                      | 46’                                                                    |
| 8-3-1989                                                               | Tirana                                                                 | Albania                                                                | 0 – 2                                                                  | Inghilterra                                                            | Qual. Mondiali 1990                                                    | -                                                                      |                                                                        |
| 26-4-1989                                                              | Londra                                                                 | Inghilterra                                                            | 5 – 0                                                                  | Albania                                                                | Qual. Mondiali 1990                                                    | -                                                                      |                                                                        |
| 8-10-1989                                                              | Solna                                                                  | Svezia                                                                 | 3 – 1                                                                  | Albania                                                                | Qual. Mondiali 1990                                                    | -                                                                      | 75’                                                                    |
| 30-5-1990                                                              | Reykjavík                                                              | Islanda                                                                | 2 – 0                                                                  | Albania                                                                | Qual. Euro 1992                                                        | -                                                                      |                                                                        |
| 17-11-1990                                                             | Tirana                                                                 | Albania                                                                | 0 – 1                                                                  | Francia                                                                | Qual. Euro 1992                                                        | -                                                                      |                                                                        |
| 19-12-1990                                                             | Siviglia                                                               | Spagna                                                                 | 9 – 0                                                                  | Albania                                                                | Qual. Euro 1992                                                        | -                                                                      |                                                                        |
| 30-3-1991                                                              | Parigi                                                                 | Francia                                                                | 5 – 0                                                                  | Albania                                                                | Qual. Euro 1992                                                        | -                                                                      |                                                                        |
| 26-5-1991                                                              | Tirana                                                                 | Albania                                                                | 1 – 0                                                                  | Islanda                                                                | Qual. Euro 1992                                                        | -                                                                      |                                                                        |
| 4-9-1991                                                               | Amarousio                                                              | Grecia                                                                 | 0 – 2                                                                  | Albania                                                                | Amichevole                                                             | -                                                                      |                                                                        |
| 16-10-1991                                                             | Olomouc                                                                | Cecoslovacchia                                                         | 2 – 1                                                                  | Albania                                                                | Qual. Euro 1992                                                        | -                                                                      |                                                                        |
| 22-4-1992                                                              | Siviglia                                                               | Spagna                                                                 | 3 – 0                                                                  | Albania                                                                | Qual. Mondiali 1994                                                    | -                                                                      |                                                                        |
| 3-6-1992                                                               | Tirana                                                                 | Albania                                                                | 1 – 0                                                                  | Lituania                                                               | Qual. Mondiali 1994                                                    | -                                                                      |                                                                        |
| 9-9-1992                                                               | Belfast                                                                | Irlanda del Nord                                                       | 3 – 0                                                                  | Albania                                                                | Qual. Mondiali 1994                                                    | -                                                                      |                                                                        |
| 11-11-1992                                                             | Tirana                                                                 | Albania                                                                | 1 – 1                                                                  | Lettonia                                                               | Qual. Mondiali 1994                                                    | -                                                                      |                                                                        |
| 17-2-1993                                                              | Tirana                                                                 | Albania                                                                | 1 – 2                                                                  | Irlanda del Nord                                                       | Qual. Mondiali 1994                                                    | -                                                                      | 46’                                                                    |
| 26-5-1993                                                              | Tirana                                                                 | Albania                                                                | 1 – 2                                                                  | Irlanda                                                                | Qual. Mondiali 1994                                                    | -                                                                      | 69’                                                                    |
| 8-9-1993                                                               | Tirana                                                                 | Albania                                                                | 0 – 1                                                                  | Danimarca                                                              | Qual. Mondiali 1994                                                    | -                                                                      |                                                                        |
| 22-9-1993                                                              | Tirana                                                                 | Albania                                                                | 1 – 5                                                                  | Spagna                                                                 | Qual. Mondiali 1994                                                    | -                                                                      |                                                                        |
| 16-11-1994                                                             | Tirana                                                                 | Albania                                                                | 1 – 2                                                                  | Germania                                                               | Qual. Euro 1996                                                        | -                                                                      | 88’                                                                    |
| 14-12-1994                                                             | Tirana                                                                 | Albania                                                                | 0 – 1                                                                  | Georgia                                                                | Qual. Euro 1996                                                        | -                                                                      | 46’                                                                    |
| 6-9-1995                                                               | Tirana                                                                 | Albania                                                                | 1 – 1                                                                  | Bulgaria                                                               | Qual. Euro 1996                                                        | -                                                                      |                                                                        |
| 15-11-1995                                                             | Tirana                                                                 | Albania                                                                | 1 – 1                                                                  | Galles                                                                 | Qual. Euro 1996                                                        | -                                                                      | 70’                                                                    |
| 14-8-1996                                                              | Amarousio                                                              | Grecia                                                                 | 2 – 1                                                                  | Albania                                                                | Amichevole                                                             | -                                                                      |                                                                        |
| 9-10-1996                                                              | Tirana                                                                 | Albania                                                                | 0 – 3                                                                  | Portogallo                                                             | Qual. Mondiali 1998                                                    | -                                                                      |                                                                        |
| Totale                                                                 |                                                                        | Presenze                                                               | 30                                                                     |                                                                        | Reti                                                                   | 0                                                                      |                                                                        |